# 贝尔普奇
贝尔普奇（西班牙语，加泰隆尼亞語發音：[ˌbeʎˈputʃ]）是西班牙加泰罗尼亚莱里达省的一个市镇。 总面积35平方公里，总人口4088人（2001年），人口密度117人/平方公里。